# Epidèmia del còlera d'Haití
El sisme de 2010 que va tenir lloc a Haití ha provocat una crisi epidèmica de còlera, tot tenint en consideració que el territori mai ha estat tocat pel còlera des de fa un segle. L'OMS va estimar el 18 d'octubre del 2013 que l'epidèmia ha causat 8500 morts per un total de població haitiana de 700 000 habitants. L'epidèmia s'ha estès a la República Dominicana i a Cuba, a més de Mèxic. Les eleccions del 2010 van ser força especials en aquest sentit perquè el país seguia sota vigilància pel brot de còlera.